# 砹
砹（中國大陸、港澳译为，台灣译为），是一種化學元素，其化學符號为At，原子序數为85。砈具有極高的放射性，其所有同位素的半衰期都很短，非常不穩定，其中壽命最長的是砹-210，半衰期為8.1小時。由於其極強的放射性和短暫的壽命，因此對砈的研究十分困難，目前科學家對這一元素所知甚少。砹在元素週期表中位於碘之下，為鹵素的一員，其許多性質可以從碘推算出來，推算值與砹的已知性質相符。
人們尚未觀測過砹元素的單質，因為所有肉眼能觀察到的量都會產生大量的放射性熱量，使它瞬間氣化。它的熔點很可能比碘高很多，與鉍和釙相近。砹的化學屬性與其他鹵素相似：它會與包括其他鹵素在內的非金屬形成共價化合物，估計能夠與鹼金屬和鹼土金屬形成砹化物。不過，砹正離子的化學屬性則有別於較輕的鹵素。
美國柏克萊加州大學的戴爾·科爾森、肯尼斯·羅斯·麥肯西和埃米利奧·塞格雷在1940年利用迴旋加速器首次合成出砹元素。由於產物極不穩定，所以他們根據希臘文（astatos，意為「不穩定」）將其命名為「astatine」。三年後，該元素被發現存在於大自然中，作為更重元素的衰變產物痕量存在，是在地殼中豐度最低的天然元素，任一時刻在地殼中的總量不到1克。自然界中的重元素經各種衰變途徑一共會產生4種砹的同位素，質量數分別為215、217、218、219，半衰期都不超過1分鐘，而最穩定的兩種同位素砹-210和砹-211都不存在於自然界中，只能以人工合成的方式生成。雖然砹-210在所有砹同位素中具有最長的半衰期，但壽命第二長的砹-211是唯一一種具有商業應用的砹同位素，目前在醫學中用作α粒子射源，以診斷及治療某些疾病。由於放射性極強，所以砹的使用量非常低。

## 性質
砹具有極高的放射性。所有砹同位素的半衰期都在12小時以下，並會衰變成鉍、釙、氡以及其他砹同位素。其穩定性甚至低於許多超鈾元素。在前101種化學元素中，只有鍅的穩定性比砹低，但比钫最稳定的同位素223Fr稳定的砹同位素都是人造的，不存在于自然界。
人們對砹的宏觀特性所知甚少。其壽命太短，因此可用於研究的量極為有限。可觀量的砹元素會釋放大量輻射，將自身加熱，迅速氣化。不过如果充分冷却，可观量的砹仍可以薄膜形式合成出来。砹一般歸為非金屬或類金屬，也有预测认为砹是金屬。

### 物理
砹的大部份物理特性都是根據理論或實驗證據推算而得的。例如，鹵素的原子序越高，色澤就越深（氟幾乎無色，氯呈亮綠色，溴呈棕色，而碘呈深灰或紫色）。如果該趨勢持續，那麼砹將會具有黑色金屬質地。
根據類似的趨勢，可推斷砹的熔點和沸點比輕鹵素都要高，估值分別為575 K和610 K。然而一些實驗證據顯示，砹的熔點和沸點有可能比理論預測的低。砹的昇華作用比碘緩慢，其蒸氣壓也較低。在室溫下把砹置於玻璃表面，1小時之後一半的砹會氣化。砈在中紫外區的吸收光譜，線光譜分別為224.401和216.225 nm，顯示了電子由6p到7s的躍遷。
固體砹的晶體結構目前是未知的。身為碘的類似物，它可能具有由砈的雙原子分子組成的斜方晶系結構，且是一種半導體（能隙為0.7eV）。或者，如果由砈凝結形成金屬相，則可能形成單原子的面心立方結構，而此結構可能為一超導體，和碘高壓下的型態類似。金属砹的密度预测为8.91–8.95 g/cm3。
對於砹是否會形成雙原子分子（At2），目前也未有證據證實或否定。某些文獻主張At2從未被觀測到，因此並不存在；另一些文獻則表示或暗示它存在。儘管爭議持續，但是砹雙原子分子的許多屬性都有理論的預測值，如密度為6.2—6.5 g/cm3，鍵長為300±10 pm，解離能為<50 kJ/mol，汽化熱（∆Hvap）為54.39 kJ/mol。砹熔沸点的预测值很多，但都是At2的预测值。

### 化學
砹的許多化學屬性都是通過在極稀釋的砹溶液中用放射性示蹤劑進行研究得出的。大部份屬性，例如負離子的形成等，都與其他鹵素相符。它也同時擁有一些金屬的特性，比如會電鍍到陰極上、在盐酸中與金屬的硫化物共沉澱、可与螯合剂EDTA形成配合物。氧化态+1的砹在某些方面与银类似，而砹在有机化学中的性质与碘类似。砹在水溶液里可以形成稳定的单原子阳离子。
砹在鮑林標度上的電負性為2.2，比碘的2.66低，與氫相同。但是砹化氫（HAt）的負電荷預計更靠向氫原子，且砹在阿萊﹣羅周標度（Allred-Rochow scale）上的電負性為1.9，比氫的2.2低，所以可能應更準確地稱其為「氫化砹」。

## 化合物
砹的化學活性比碘低，因此是鹵素中活性最低的元素。科學家成功合成了多種砹化合物，量極少。這些化合物會因砹的放射性而迅速瓦解，因此研究機會非常寶貴。實驗一般把稀釋砹溶液混合在大量的碘溶液中。碘作為載體，可保證有足夠的量進行化學分析，如過濾和沉澱等。

砹化氫的空間填充模型

早期研究砹化學的科學家已發現，砹可以和氫形成砹化氫。砹在稀硝酸中會輕易氧化、酸化，形成At0或At+。加入銀(I)會使小部份砹沉澱出來，形成砹化銀(I)（AgAt）。相比之下，碘則不會被氧化，且會沉澱為碘化銀(I)。
已知的金屬砹化物很少，其中包括鈀、銀和鉛的砹化物。利用推算的方法可以得出砹化銀以及各種鹼金屬和鹼土金屬的砹化物的屬性。

一碘化砹是已知最重的互鹵化物。

在氣體狀態下，砹會與其他鹵素碘、溴和氯反應，形成雙原子互鹵化物，如AtI、AtBr和AtCl。Atl和AtBr可在水中產生：砹與碘/碘離子溶液反應形成AtI，砹與碘/一溴化碘/溴離子溶液反應形成AtBr。過量碘離子或溴離子會導致產生AtBr−
2和AtI−
2離子；在氯離子溶液中，反應會與氯離子達致平衡，產生AtCl−
2或AtBrCl−
。在硝酸溶液中用重鉻酸氧化砹元素，加入氯離子會產生一種分子，可能是AtCl或AtOCl。用類似的方法可以產生AtOCl−
2或AtCl−
2。在利用電漿離子源的質譜儀中，將其他鹵素的氣體加入到含有砹且充滿氦氣的空間中，會分別產生[AtI]+、[AtBr]+和[AtCl]+。這有助證明砹在電漿離子態下可以形成穩定的中性分子。人們尚未發現砹的任何氟化物。科學家猜測，這是因為這種化合物反應性極強，可能在形成後瞬間與容器玻璃壁反應產生不揮發的物質。雖然氟化砹有可能能夠形成，但實驗需要用到液態鹵素氟化物。
砹在高氯酸溶液中與某些氧化劑（例如溴和過硫酸鈉）反應，會產生AtO–、AtO−
2和AtO+。在氫氧化鉀溶液中，次氯酸鉀能把砹氧化，形成AtO−
3。用二氟化氙（在熱鹼性溶液中）或高碘酸（在中性或鹼性溶液中）再次進行氧化，可產生高砹酸離子AtO−
4。不過，這種離子只有在中性或鹼性溶液中才會穩定。在酸性溶液中，一價砹會和碘酸銀(I)和重鉻酸鉈(I)等不可溶金屬鹽共沉澱。有科學家因此認為，砹能夠以正離子的形式與含氧負離子（如碘酸和重鉻酸離子等）形成鹽。
砹可以和其他氧族元素成鍵，如和硫形成S7At+、At(SCN)−
2，和硒形成硒脲配合物，以及和碲形成砹﹣碲膠體。另外，砹在適當條件下，還會與氮、鉛和硼鍵合。
已知的有機砹化合物包括四砹化碳（CAt4）及各种砹代烃。砹可以替換苯中的一個氫原子，形成C6H5At，氯可以再將其氧化為C6H5AtCl2。該化合物在鹼性次氯酸鹽溶液中會轉化為C6H5AtO2。

## 歷史
1869年德米特里·門捷列夫所發表的元素週期表中，碘以下的位置為空格。在尼爾斯·玻爾確立了化學元素分類的物理基礎後，確定第五個鹵素應該在碘以下。在正式發現之前，這一元素被稱為eka-碘（eka在梵文中意為「一」），就是「碘之下一格」的意思。多人嘗試在自然中尋找該元素，但由於其含量極為稀少，許多人的發現都是錯誤的。
美國阿拉巴馬理工學院（今奧本大學）的弗雷德·艾利森（Fred Allison）等人在1931年首次聲稱發現85號元素。他們將該元素命名為「alabamine」，符號Ab，以紀念學院所在地阿拉巴馬州。科學界在其後的幾年中都使用這一名稱。然而在1934年，伯克利加州大學的H·G·麥克弗森（H. G. MacPherson）推翻了艾利森的實驗方法的有效性。1937年，英屬印度達卡（今孟加拉達卡市）的化學家拉真達拉·德（Rajendralal De）也同樣錯誤發現85號元素。他將其命名為「dakin」，並表示它是釷衰變系中與鐳F（即釙-210）對等的核素。他的報告中關於這一元素的數據並不符合砹的屬性，而至今dakin究竟是甚麼仍不得而知。

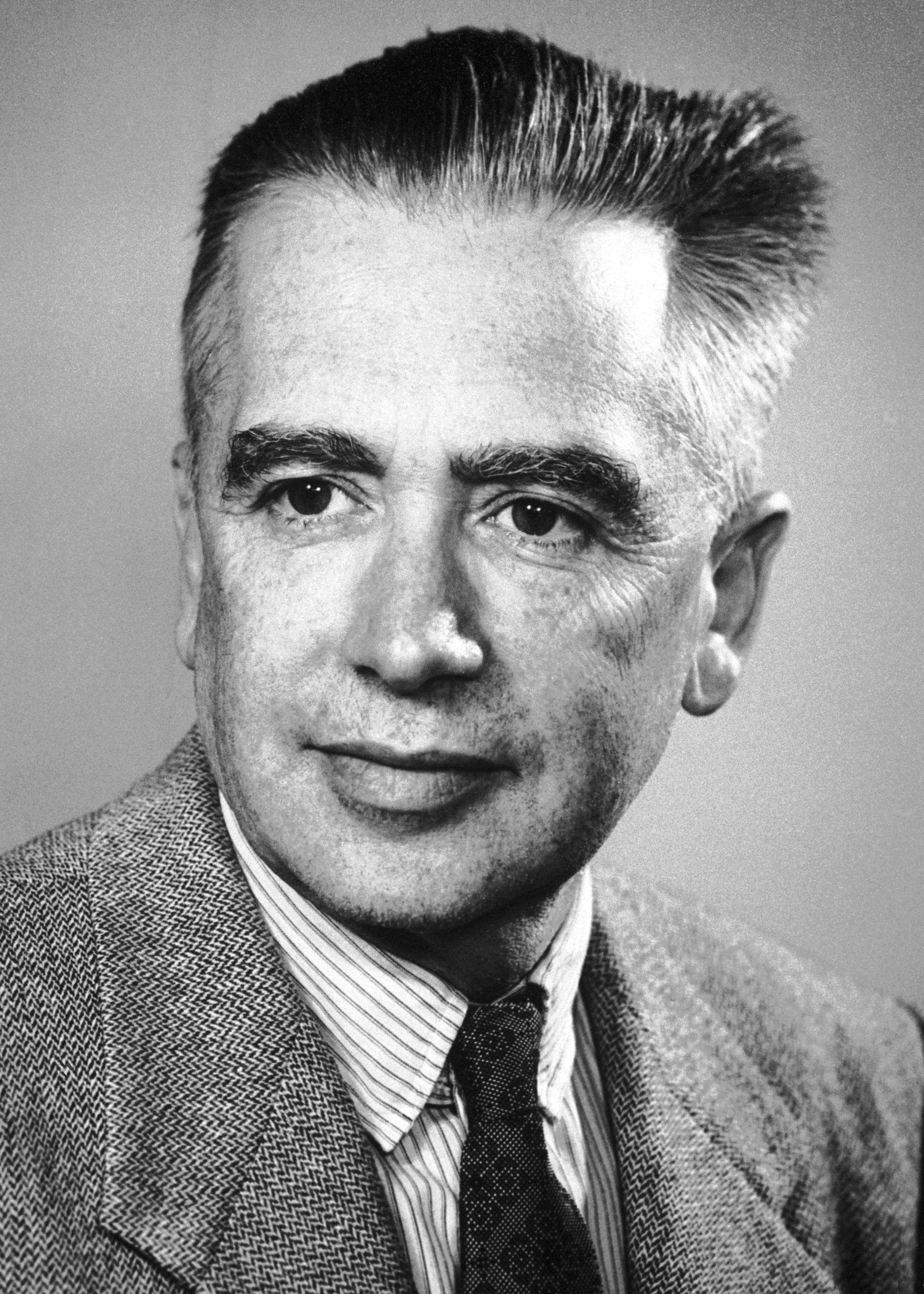
砹的發現者之一埃米利奧·塞格雷

1936年，羅馬尼亞物理學家霍里亞·胡盧貝伊和法國物理學家伊維特·哥舒瓦宣稱發現85號元素。經由X射線分析，於1939年他們發表另一篇支持並延伸過去資料的論文。1944年，胡盧貝伊發表了他上次獲得的資料摘要，並宣稱此資料應證了其他研究員的成果。出于五年前开始的第二次世界大战，他選擇了以「dor」（在羅馬尼亞語中意为渴望（和平長久））命名85號元素。1947年，胡盧貝伊的主張被奧地利化學家弗里德里希·阿道夫·帕內特否認，弗里德里希·阿道夫·帕內特在後來IUPAC負責認知新元素的委員會中就任要職。即使胡盧貝伊的樣本包含了砈，但弗里德里希·阿道夫·帕內特表示根據目前的標準，胡盧貝伊檢測它的手段缺乏力度，無法正確識別。胡盧貝伊還參與了早先關於發現87号元素的虛假聲明，這可能是其他研究人員淡化胡盧貝伊的成果的原因。
1940年，瑞士化學家瓦爾特·敏德（Walter Minder）宣佈在鐳A（即釙-218）的β衰變產物中發現85號元素，並以瑞士的拉丁文名稱將該元素命名為「helvetium」。不過，貝爾塔·卡爾利克（Berta Karlik）和特羅德·貝爾奈（Traude Bernert）無法重現實驗的結果，因此推論敏德實驗所用的氡氣受到了污染（氡-222是釙-218的母同位素）。1942年，敏德與英國科學家愛麗絲·雷-史密斯（Alice Leigh-Smith）合作，宣佈在釷A（即釙-216）的β衰變產物中發現85號元素的另一同位素。他們將其命名為「anglo-helvetium」，其中的「anglo」是英國的意思。卡爾利克和貝爾奈同樣無法重現這一結果。
1940年，戴爾·科爾森、肯尼斯·羅斯·麥肯西和埃米利奧·塞格雷終於在伯克利加州大學成功分離出該元素。他們並沒有在自然界中尋找，而是在迴旋加速器中用α粒子撞擊鉍-209來合成85号元素（釋放兩個中子後形成砹-211）。不过因为当时人造元素不被当做是真正的元素，他们没有马上命名该元素。三年後，卡爾利克和貝爾奈在自然產生的鈾衰變鏈中發現了砹元素，此後科學家在锕衰变链和镎衰变链中也發現了砹。1946年，弗里德里希·帕內特因为砹最近被发现存在于自然界，呼吁把人造元素当做是真正的元素，并建议发现者命名这些新发现的无名元素。1947年初，科爾森、麥肯西、塞格雷三人决定将迅速衰变的85号元素取名為「astatine」，詞源為希臘文中的「ἄστατος」（ástatos，意為「不穩定」）。他们起的这个名字也延续了前四个卤素都以其性质命名的传统。
科爾森和同事們根據分析化學將砈分類為金屬。隨後的研究人員報告砈具有類似碘的性質，可形成陽離子，且具兩性特質。科爾森在2003年的一次回顧展中寫道，“砈的一些特性與碘相似。砈也具有金屬特性，更像金屬鄰居釙和鉍。”

## 同位素
| 原子量 | α衰變能量 | 半衰期    | α衰變機率 | α半衰期    |
| ------ | --------- | --------- | --------- | ---------- |
| 207    | 5.872 MeV | 1.81小時  | ≈10%      | 18.1小時   |
| 208    | 5.751 MeV | 1.63小時  | 0.55%     | 12.3天     |
| 209    | 5.757 MeV | 5.42小時  | 3.9%      | 5.8天      |
| 210    | 5.631 MeV | 8.1小時   | 0.175%    | 193天      |
| 211    | 5.982 MeV | 7.214小時 | 41.80%    | 17.26小時  |
| 212    | 7.817 MeV | 314毫秒   | ≈100%     | 314毫秒    |
| 213    | 9.254 MeV | 125納秒   | 100%      | 125納秒    |
| 214    | 8.988 MeV | 558納秒   | 100%      | 558納秒    |
| 215    | 8.178 MeV | 37微秒    | 100%      | 37微秒     |
| 216    | 7.950 MeV | 300微秒   | ≈100%     | 300微秒    |
| 217    | 7.201 MeV | 32.6毫秒  | ≈100%     | 32.6毫秒   |
| 218    | 6.876 MeV | 1.28秒    | ≈100%     | 1.28秒     |
| 219    | 6.342 MeV | 56秒      | 93.6%     | 60秒       |
| 220    | 6.077 MeV | 3.71分鐘  | 8%        | 46.4分鐘   |
| 221    | 5.628 MeV | 2.3分鐘   | 0%        | 观测上稳定 |

砹共有41種同位素，質量數分別為188和190至229。理论预测砹还有37种未被发现的同位素。砹沒有穩定或長壽命的同位素，将来也不会发现。一共只有5種砹同位素的半衰期超過1小時（質量數從207到211），其中壽命最長的是砹-210，半衰期為8.1小時，主要通過β+衰變形成壽命較長（相對其他砹同位素而言）的釙-210。自然界中壽命最長的砈同位素则是砈-219，半衰期56秒。基態最不穩定的同位素是砹-213，半衰期為125奈秒，該同位素會經α衰變形成近乎穩定的鉍-209。
砹共有23種同核異構體，也就是某同位素的一個或多個核子處於激發態時的原子核。同核異構體也可稱為亞穩態，也就是其內部能量比基態能量高，容易衰變回基態。每種同位素可以擁有多個同核異構體。最穩定的砹同核異構體是砹-202m1，半衰期約為3分鐘；最為不穩定的是砹-213m1，半衰期只有110納秒。
砹的α衰變能量符合重元素的規律。較輕的砹同位素擁有較高的α衰變能量，而能量隨原子核質量的增加而降低。砹-211的能量卻比它前面的同位素高出許多，因為其原子核有126個中子──126是一個幻數，即中子殼層都已填滿。雖然砹-211的半衰期與砹-210的相近，但是砹-211的α衰變機率有41.81%，比砹-210的0.18%高出許多。接著的兩種同位素則釋放更多能量。砹-213釋放的能量是所有砹同位素中最高的，所以它也是壽命最短的同位素。儘管較重的同位素釋放較少能量，但是由於β衰變（電子發射）機率也隨著提升，所以所有砹同位素都不穩定。1950年，科學家預測砹不擁有任何β穩定同位素（即不進行β衰變的同位素），但之后发现215At在所有由215个核子组成的核素中质量最轻，因此它是β穩定同位素。砹-210及以下同位素進行β+衰變（正子發射），砹-217及以上同位素進行β−衰變，砹-211則進行电子捕獲。

## 自然存量

鎿衰變系：鎿-237延續下來，中間經過砹-217

砹是自然界中最稀有的元素，在地殼中每一時刻只有不到1克的總量。所有在地球形成時存在的砹元素都早已衰變殆盡了，而今天自然中的砹都是重元素的衰變產物。
自然產生的砹同位素共有4種（砹-215、217、218、219），半衰期都極短，所以都只以痕量存在。砹-219的半衰期是所有自然砹同位素中最長的（56秒），它是錒衰變鏈的中間產物，由鍅-223經α衰變而成，但其α衰變機率只有0.006%。锕衰变链中另一种中间产物釙-215有0.00023%的機率經β衰變形成砹-215。南北美洲16公里深的地殼以內，每一時刻只有大約一兆（萬億）個砹-215原子，即约3.5×10-10克砹-215。砹-218是第一个被发现存在于自然界的砹同位素。它是鈾衰變鏈的成員之一，是釙-218的β衰變產物，但釙-218形成砹-218的途徑並不是其主要的衰變途徑，其衰變為砹-218的機率只有0.020%。不過，砹-217位于錼衰變鏈的主要衰變途徑，惟自然界中的錼衰變系早已衰變殆盡，現時地殼中的錼衰變系初始同位素錼-237主要由鈾-238發生核散裂而痕量生成。
由于存在砹没有天然同位素的误解，砹有时不被看作是天然元素。有报道称砹-216存在于自然界，不过该报道可疑，未被确认。

## 合成

### 形成
| 反應                                | α粒子能量    | α粒子能量 |
| 反應                                | 所需最低能量 | 产量最大  |
| ----------------------------------- | ------------ | --------- |
| 209 83Bi + 4 2He → 211 85At + 2 1 0 | 20.7 MeV     | 31 MeV    |
| 209 83Bi + 4 2He → 210 85At + 3 1 0 | 28.6 MeV     | 37 MeV    |
| 209 83Bi + 4 2He → 209 85At + 4 1 0 | 35.9 MeV     |           |

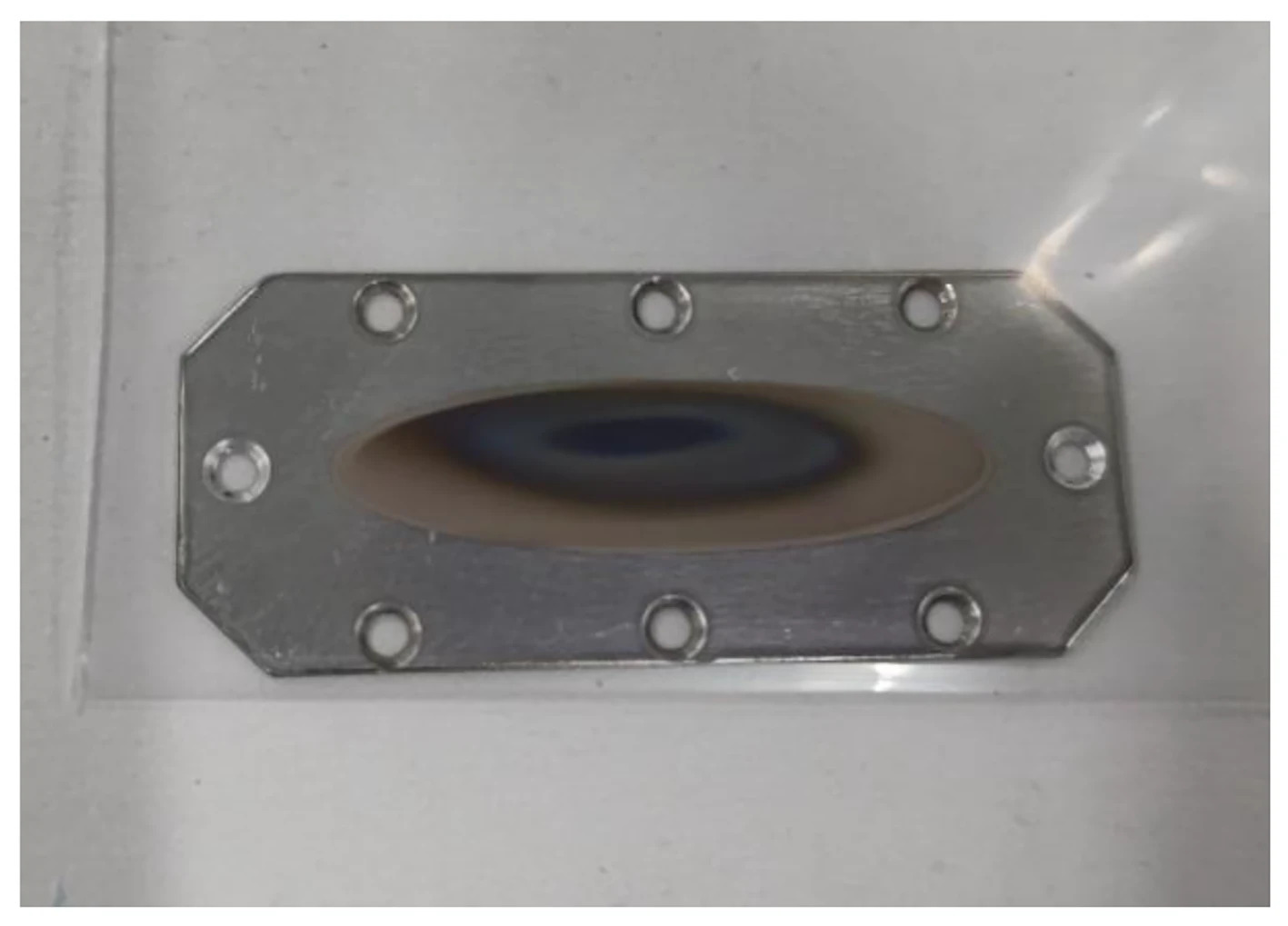
金属铋被α粒子撞击后，会产生痕量的砹-211

砹的主要生產方法是用高能α粒子撞擊鉍-209。每次的產量十分微少，現今的技術可以產出6.6 GBq（86纳克或2.47×1014粒原子）的砹。用此方法合成更多砹受到粒子加速器和铋目标熔化的限制。用质子轰击钍或铀可以产生氡-211，后者会衰变成砹-211。通过使用冷却技术，此方法可以产生微克级别的砹，但砹-210的污染会是此方法的弊端。
砹-211是目前唯一一個具有商業用途的砹同位素。首先把鉍金屬濺射到金、銅或鋁表面上，每平方厘米約含50至100微克。這一鉍層（或是氧化鉍）再與銅片融合，從而製成核反應的鉍目標體。目標體在不易反應的氮氣中存放，並以水降溫，以避免產生了的砹過早地揮發。α粒子（氦-4原子核）在如迴旋加速器等粒子加速器中高速撞擊鉍目標。雖然使用的只有一種鉍同位素（鉍-209），但有三種可能發生的核反應，分別形成砹-209、210和211。通過把加速器的最高能量調整在砹-211和砹-210的所需能量之間，科學家能夠選擇性地生產砹-211，並避免其他同位素的形成。

### 分離
核反應過後所產生的砹與各種其他元素混雜，因此需要分離。砹的分离方式有直接蒸馏的干法分离和涉及酸处理及溶剂提取的湿法分离。下文的分离步骤是这个来源的总结。1985年之前的文献常涉及到去除剧毒的副产物钋的方法，现在已能通过控制加速器的能量解决这个步骤。

#### 乾法分離
將砈加熱至約650℃就會揮發，通常在冷阱中冷凝。高於850℃的溫度可能會增加產量，同時存在因揮發而被鉍污染的風險，可能需要重新蒸餾冷凝物以去除鉍（因為鉍會干擾砈的放射性示蹤劑反應）。使用一種或多種低濃度溶劑如氫氧化鈉、甲醇或氯仿從捕集器中回收砈，回收率可高達80%。乾法分離是生產砈最常用的方式。

#### 濕法分離
首先將受輻射照過的鉍（或是三氧化二鉍）溶解在濃硝酸或過氯酸中。接下來，可以蒸餾掉酸以留下含有鉍和所需的砈的白色殘餘物。將該殘餘物溶於濃酸中，然后使用二丁醚、異丙醚或氨基硫脲等有機溶劑從酸中提取砈。砈可通过溶劑提取，用酸（例如氫氯酸）反復洗滌並萃取到有機溶劑中。使用硝酸的分離產率為93％，在完成純化程序（使用硝酸蒸餾，清除殘留的氮氧化物再以溶劑提取溶解硝酸鉍）時降至72％。濕法分離涉及“多重放射性處理步驟”，不適合分離大量的砈。然而，濕法分離仍被研究以生產更大量的砈-211，因為濕法分離可以提供更高的一致性。濕法分離能夠产生特定氧化數的砈，在放射化學實驗中應用更大。

## 應用及安全
| 分子                                  | 應用           |
| ------------------------------------- | -------------- |
| [211At]砹﹣碲膠體                     | 隔腔腫瘤       |
| 6-[211At]砹基-2-甲基-1,4-萘醌醇二磷酸 | 腺癌           |
| 標有211At的亞甲藍                     | 黑色素瘤       |
| 間[211At]砹苄基胍                     | 神經內分泌腫瘤 |
| 5-[211At]砹-2'-脫氧尿苷               | 多用途         |
| 標有211At的生物素結合物               | 各種預定位     |
| 標有211At的奧曲肽                     | 生長抑素受體   |
| 標有211At的單株抗體和碎片             | 多用途         |
| 標有211At的雙膦酸鹽類藥物             | 骨轉移         |

砹-211具有核醫學應用。剛製成的砹需要馬上使用，因為在7.2小時之後，其總量就會減半。砹-211會釋放α粒子，或經電子捕獲衰變成釋放α粒子的釙-211，所以可用於α粒子靶向治療。
碘-131是另一種用於醫學的放射性同位素。砹-211與它最大的醫用分別在於，碘-131會釋放高能β粒子，而砹-211則不會。β粒子的穿透能力比較重的α粒子強許多：砹-211所釋放的α粒子可在周圍組織穿透約70 µm，而碘-131所釋放的β粒子則可穿透約2 mm，這是前者的30倍左右。由於半衰期更短，穿透能力也較弱，所以使用砹-211可以破坏异常组织，但同時不足以破壞鄰近的正常組織。
许多阻碍影响了把砹用于治疗癌症的研究。第二次世界大战把砹的研究推迟了一个年代。早期的实验研究发现砹需要可针对癌症的载体，而合适的载体直到1970年代才被发现。砹与碘不同，容易从分子载体中脱卤。考虑到砹在体内积累产生的毒性，因此需要确保砹不与载体分离。在合成载体时减轻砹辐解产生的影响是另一个需要更多研究的领域。大量患者都可能适合用砹治疗，但目前难以生产大量的砹来治疗他们。
动物实验表明砹和碘一樣會積聚在甲狀腺，但因较强的金属性而程度較低。与碘不同，砹可能因为在体内被氧化成At+而被肺与脾脏吸收。如果釋入全身循環，砹會以放射性膠體的形式累積在肝臟當中。在老鼠和猴子身上進行的實驗指出，砹對甲狀腺的破壞比碘-131大得多。重複注射砹會造成腺體壞死和異型增生。這些實驗也顯示，砹可以對任何生物的甲狀腺造成損壞。早期研究還指出注射致命量的砹會使乳房組織的形態變化，不過這一結論具爭議，后来普遍认为这很可能是由于辐射影响了乳腺组织及卵巢，引起激素变化所致。

## 参阅
- 辐射防护（英语：Radiation protection）

## 備註
1. ↑  但是，如果砹置於金或鉑表面上，則這一「半昇華期」可以長達16小時。這可能是砹與貴金屬間某種未知的交互作用所導致的。[19]
2. ↑  這也有可能只是吸附作用。[37]
3. ↑  根據阿萊﹣羅周標度所用的算法，氫的電負性其實會與氧的3.5相近，這並不合理。因此，氫的電負性需定義為2.2。[48]
4. ↑  碘會在水中與砹反應，但仍可以作為載體，因為這些反應所需的不但有I2，還有碘離子I-。[52][53]
5. ↑  使用三氟化氯對砹進行氟化所產生的物質粘附在玻璃的表面。然而反應卻形成了一氟化氯、氯氣和四氟化硅。[57]該實驗進行後十年，理論預測該化合物確實不具揮發性。這與其他鹵素的對應化合物屬性相駁，但與氟化氡相似。[58]
6. ↑  α半衰期指忽略α衰变以外的其他衰變模式後的半衰期。
7. ↑  目前尚未发现砹-221的α衰變，因此其衰變能量不是測量而得的，而是计算得来的。
8. ↑  「m1」指同位素位於基態以上的最低能量狀態，「m2」指基態以上第二低能量狀態，如此類推。如果只有一種亞穩態，可以省略數字，只寫「m」，如砹-216m。
9. ↑  這意味著如果忽略α衰变以外的衰變模式，那麼砹-210的α半衰期有4,629小時（192.9日），而砹-211只有17.2小時（0.72日），显示砹-211比砹-210更易发生α衰變。
10. ↑  有说法[9]称高濃度含鈾礦藏裡經中子捕獲產生的超鈾元素錇比砹更稀有，但没有第一手来源支持。
11. ↑  参见Nagatsu等人的文献[108]，他们用铝箔容纳铋目标及熔化的铋。
12. ↑  不幸的是，211At的商业供应需要临床疗效的证明；但证明临床疗效需要可靠的211At供应。（语出[106]）

## 書目
- Greenwood, N. N.; Earnshaw, A.  2nd. Butterworth-Heinemann. 2002. ISBN 978-0-7506-3365-9.
- Kugler, H. K.; Keller, C. . Gmelin handbook of inorganic and organometallic chemistry 8 8th. Springer-Verlag. 1985. ISBN 3-540-93516-9.
- Lavrukhina, Avgusta Konstantinovna; Pozdnyakov, Aleksandr Aleksandrovich. . Translated by R. Kondor. Ann Arbor–Humphrey Science Publishers. 1970. ISBN 978-0-250-39923-9.
- Zuckerman, J. J.; Hagen, A. P. . John Wiley & Sons. 1989. ISBN 978-0-471-18656-4.

## 外部連結
- 元素砹在洛斯阿拉莫斯国家实验室的介紹（英文）
- —— 砹（英文）
- 元素砹在The Periodic Table of Videos（諾丁漢大學）的介紹（英文）
- 元素砹在Peter van der Krogt elements site的介紹（英文）
- WebElements.com – 砹（英文）